# Chionaema amatura
Chionaema amatura är en fjärilsart som beskrevs av Walker 1863. Chionaema amatura ingår i släktet Chionaema och familjen björnspinnare. Inga underarter finns listade i Catalogue of Life.